# Giuseppe Sabadini
Giuseppe Sabadini (Sagrado, 26 marzo 1949) è un ex calciatore e allenatore di calcio italiano, di ruolo difensore.

## Caratteristiche tecniche

### Giocatore
La sua caratteristica era la velocità: accreditato di 10 secondi e 5 sui cento metri, un decimo meno di Giacinto Facchetti, ai suoi tempi era il giocatore più veloce della Serie A.

## Carriera

### Giocatore

#### Club

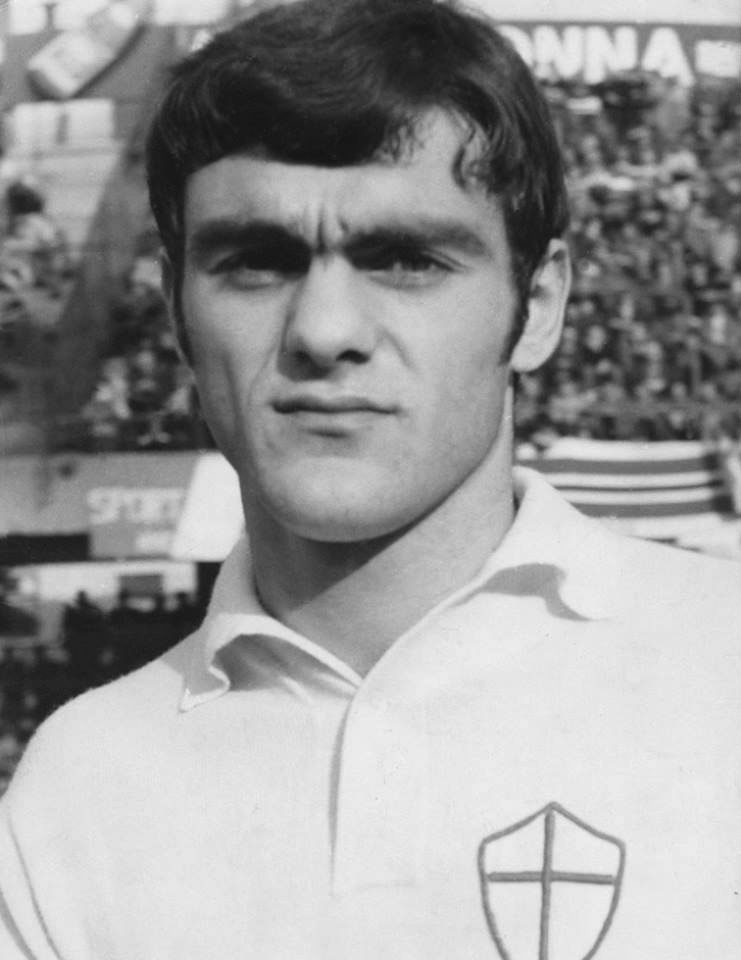
Sabadini alla Sampdoria negli anni 60

Fece il suo esordio in Serie A nella stagione 1965-1966 con la Sampdoria, nel ruolo di ala, in occasione dell'incontro interno contro il Napoli (1-0). L'allora allenatore della squadra blucerchiata, Fulvio Bernardini, decise di usarlo come terzino.
Rimase a Genova per sei anni; poi approdò al Milan nel 1971 per il definitivo salto di qualità della sua carriera. Con i meneghini vinse tre edizioni della Coppa Italia (1971-1972, 1972-1973 e 1976-1977) e una della Coppa delle Coppe (1972-1973).
Dopo sette anni in maglia rossonera la sua carriera proseguì nel Catanzaro, ove disputò cinque campionati dal 1978 al 1983, per poi passare al Catania l'anno successivo, sempre militando in massima serie. Passato all'Ascoli, retrocesse in Serie B al termine della stagione 1984-1985.
In carriera ha totalizzato complessivamente 393 presenze e 17 reti in Serie A – fatto che lo pone tuttora fra i primi 100 calciatori per presenze in massima serie –, e 8 presenze in Serie B.

#### Nazionale
Sabadini, in azzurro, ha collezionato 4 presenze nell'Italia, e 5 a testa nell'Italia under 23 e nell'Italia under 21. È stato inoltre tra i 22 convocati al campionato del mondo 1974 in Germania Ovest, senza tuttavia disputare alcun incontro della rassegna iridata.

### Allenatore
Come allenatore, vinse il campionato di Serie C2 1990-1991 alla guida dell'Alessandria. Nel 2018  è allenatore del Catanzaro femminile

## Statistiche

### Presenze e reti nei club
| Stagione     | Squadra      | Campionato   | Campionato | Campionato | Coppe nazionali | Coppe nazionali | Coppe nazionali | Coppe continentali | Coppe continentali | Coppe continentali | Altre coppe | Altre coppe | Altre coppe | Totale | Totale |
| Stagione     | Squadra      | Comp         | Pres       | Reti       | Comp            | Pres            | Reti            | Comp               | Pres               | Reti               | Comp        | Pres        | Reti        | Pres   | Reti   |
| ------------ | ------------ | ------------ | ---------- | ---------- | --------------- | --------------- | --------------- | ------------------ | ------------------ | ------------------ | ----------- | ----------- | ----------- | ------ | ------ |
| 1971-1972    | Milan        | A            | 29         | 0          | CI              | 11              | 1               | CU                 | 10                 | 0                  | -           | -           | -           | 50     | 1      |
| 1972-1973    | Milan        | A            | 23         | 4          | CI              | 5               | 0               | CdC                | 6                  | 0                  | -           | -           | -           | 34     | 4      |
| 1973-1974    | Milan        | A            | 26         | 3          | CI              | 5               | 1               | CdC                | 7                  | 0                  | SU          | 2           | 0           | 40     | 4      |
| 1974-1975    | Milan        | A            | 29         | 2          | CI              | 7               | 2               | -                  | -                  | -                  | -           | -           | -           | 36     | 4      |
| 1975-1976    | Milan        | A            | 18         | 2          | CI              | 5               | 1               | CU                 | 7                  | 0                  | -           | -           | -           | 30     | 3      |
| 1976-1977    | Milan        | A            | 21         | 1          | CI              | 7               | 0               | CU                 | 5                  | 0                  | -           | -           | -           | 33     | 1      |
| 1977-1978    | Milan        | A            | 15         | 0          | CI              | 5               | 0               | CdC                | 1                  | 0                  | -           | -           | -           | 21     | 0      |
| Totale Milan | Totale Milan | Totale Milan | 161        | 12         |                 | 45              | 5               |                    | 36                 | 0                  |             | 2           | 0           | 244    | 17     |

### Cronologia presenze e reti in nazionale
| Cronologia completa delle presenze e delle reti in nazionale ― Italia | Cronologia completa delle presenze e delle reti in nazionale ― Italia | Cronologia completa delle presenze e delle reti in nazionale ― Italia | Cronologia completa delle presenze e delle reti in nazionale ― Italia | Cronologia completa delle presenze e delle reti in nazionale ― Italia | Cronologia completa delle presenze e delle reti in nazionale ― Italia | Cronologia completa delle presenze e delle reti in nazionale ― Italia | Cronologia completa delle presenze e delle reti in nazionale ― Italia |
| Data                                                                  | Città                                                                 | In casa                                                               | Risultato                                                             | Ospiti                                                                | Competizione                                                          | Reti                                                                  | Note                                                                  |
| --------------------------------------------------------------------- | --------------------------------------------------------------------- | --------------------------------------------------------------------- | --------------------------------------------------------------------- | --------------------------------------------------------------------- | --------------------------------------------------------------------- | --------------------------------------------------------------------- | --------------------------------------------------------------------- |
| 31-3-1973                                                             | Genova                                                                | Italia                                                                | 5 – 0                                                                 | Lussemburgo                                                           | Qual. Mondiali 1974                                                   | -                                                                     |                                                                       |
| 9-6-1973                                                              | Roma                                                                  | Italia                                                                | 2 – 0                                                                 | Brasile                                                               | Amichevole                                                            | -                                                                     |                                                                       |
| 14-6-1973                                                             | Torino                                                                | Italia                                                                | 2 – 0                                                                 | Inghilterra                                                           | Amichevole                                                            | -                                                                     |                                                                       |
| 26-2-1974                                                             | Roma                                                                  | Italia                                                                | 0 – 0                                                                 | Germania Ovest                                                        | Amichevole                                                            | -                                                                     | 18’                                                                   |
| Totale                                                                |                                                                       | Presenze                                                              | 4                                                                     |                                                                       | Reti                                                                  | 0                                                                     |                                                                       |

## Palmarès

### Giocatore

#### Competizioni nazionali
- Coppa Italia: 3

Milan: 1971-1972, 1972-1973, 1976-1977

#### Competizioni internazionali
- Coppa delle Coppe: 1

Milan: 1972-1973

### Allenatore
- Campionato italiano Serie C2: 1

Alessandria: 1990-1991 (girone A)